# Василь Попович (громадський діяч)
Василь Попович (21 лютого 1970, с. Кривий (Репедя), Марамороський повіт, Румунія) — український громадський діяч Румунії, голова Фундації українських гуцулів Румунії, засновник єдиного в Румунії Гуцульського краєзнавчого музею.

## Життєпис
Народився 21 лютого 1970 року в українському гуцульському  селі Кривий (Репедя), Мармароський повіт, Румунія. Село за часів Австро-Угоршини територіально і ментально було поєднано з гуцулами Рахівської округи, нині Закарпаття.
1988 року закінчив Промисловий ліцей у м. Вішеу де Сус.
2004—2010 — навчався в Молдавському державному аграрному університеті, спеціалізація економіст.
2015—2020  – навчався в Інституті кримінального права і прикладної кримінології (Кишинів, Молдова), спеціалізація в галузі права .
2011—2013 — вивчав етнологію та соціальну антропологію в Північному університетському центрі Бая Маре Клузького технічного університету.
Магістр етнології та соціальної антропології.
Працював адміністратором Центру догляду та допомоги у Руській Поляні, шкільним учителем української мови у Кривому (Репеді). Служив в армії.
Нині — голова Фундації українських гуцулів Румунії, керівник ГО «Дунайсько-Карпатська програма», директор Будинку культури у рідному селі.
У партнерстві з Марамороською повітовою радою та Всеукраїнським товариством «Гуцульщина» організовував у Кривому (Репеді) три Міжнародні фестивалі етнографії та фольклору «Гуцули» (з 2017 року).
Організував  етноекспедиції краєзнавців та етнологів з України на Мараморощину, забезпечив роботу «круглого столу» на тему «Українці-гуцули Мараморощини».
Засновник першого в Румунії Гуцульського краєзнавчого музею (2019).
Координатор проектів «Творчий табір Фотоарт», «Молодь — лідер громади», «Етнокультурна різноманітність історичного Мараморошу», «Гуцули — подорож в давнину», «Фестиваль гуцульського фермера та ремісника», «Історичний Мараморош». Організував кілька десятків пленерів для художників і фотомитців.
Підготував і видав збірку народного фольклору гуцулів «З бабусиної скрині».

## Відзнаки
- Почесний громадянин села Кривий (Репедя), 2010 р.
- Почесний диплом «Марамороські цінності» Марамороської повітової ради за  заслуги у залученні грантів та управлінні проектами;
- Медаль «За особливі заслуги перед Гуцульщиною»;
- Медаль-відзнака  «Патріот Гуцульщини».
- «Найповажнійший Гуцул», Відзнака міського голови Яремча.